# Kreuzweingarten-Rheder
Kreuzweingarten-Rheder war bis 1969 eine Gemeinde im Kreis Euskirchen in Nordrhein-Westfalen. Heute ist Kreuzweingarten-Rheder eine Gemarkung der Stadt Euskirchen im Kreis Euskirchen.

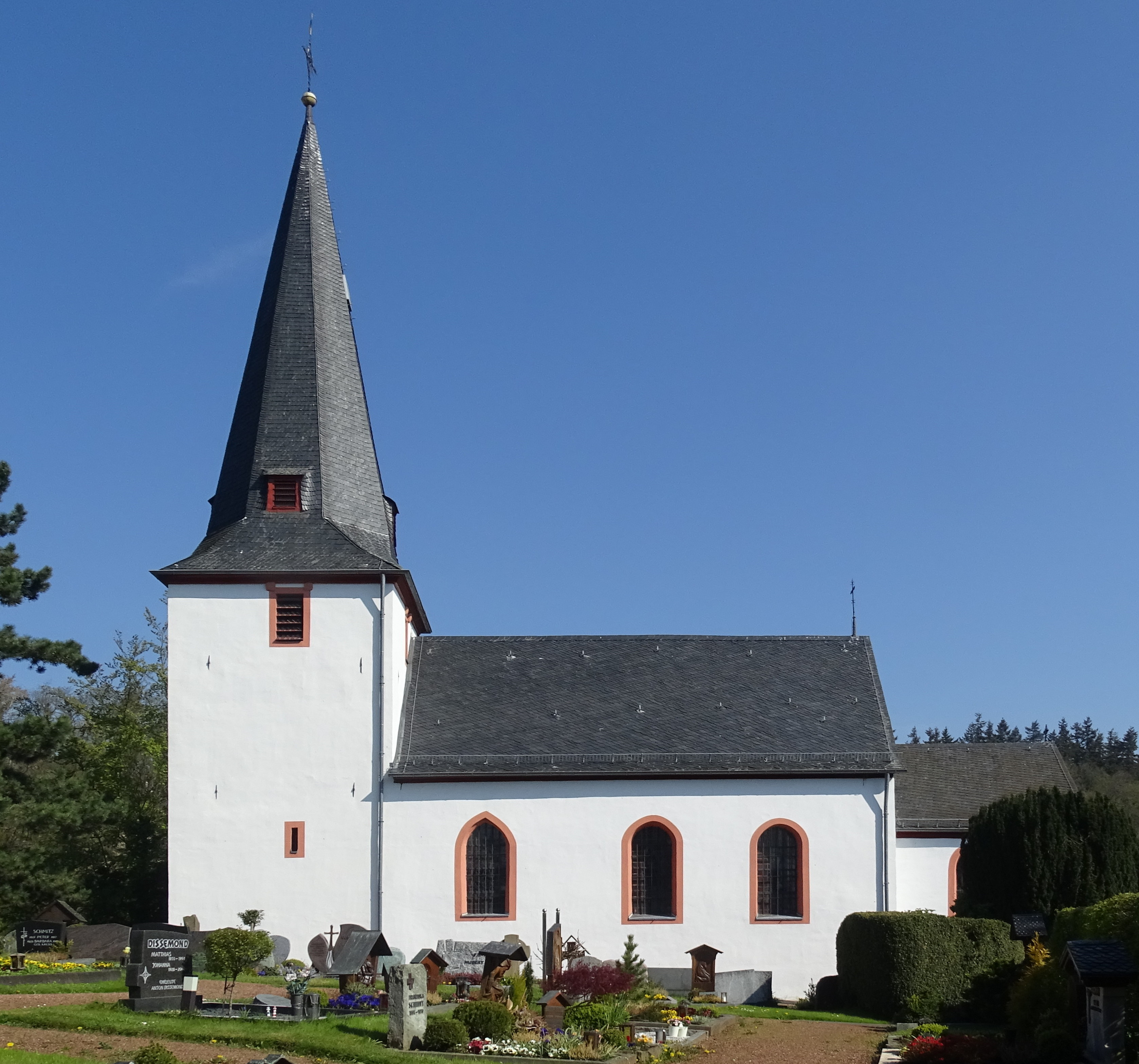
Katholische Pfarrkirche Heilig Kreuz in Kreuzweingarten

## Geographie
Kreuzweingarten-Rheder besteht aus den beiden Dörfern Kreuzweingarten und Rheder, die im Süden des Euskirchener Stadtgebiets liegen und etwa einen Kilometer voneinander entfernt sind. Beide Dörfer sind heute eigene Ortsteile der Stadt Euskirchen. Die ehemalige Gemeinde Kreuzweingarten-Rheder besaß eine Fläche von 3,86 km².

## Geschichte
Seit dem 19. Jahrhundert bildete Kreuzweingarten-Rheder eine Landgemeinde im Kreis Euskirchen; zunächst als Teil der Bürgermeisterei Wachendorf und nach dem Zweiten Weltkrieg als Teil des Amtes Satzvey-Wachendorf-Enzen. Bis 1934 lautete der amtliche Name der Gemeinde Weingarten-Rheder. Am 1. Juli 1969 wurde die Gemeinde durch das Gesetz zur Neugliederung des Landkreises Euskirchen in die Stadt Euskirchen eingegliedert.

## Einwohnerentwicklung
| Jahr | Einwohner | Quelle |
| ---- | --------- | ------ |
| 1871 | 364       | [ 4 ]  |
| 1885 | 378       | [ 5 ]  |
| 1910 | 414       | [ 6 ]  |
| 1925 | 454       | [ 2 ]  |
| 1939 | 466       | [ 3 ]  |
| 1946 | 614       | [ 7 ]  |

## Sport
Der örtliche Sportverein ist der TuS Kreuzweingarten-Rheder.